# Salvador de Madariaga
Salvador de Madariaga y Rojo (La Corunya, Galícia 1886 - Locarno, Suïssa 1978), fou un diplomàtic, escriptor, historiador, pacifista i professor universitari espanyol, que ocupà diversos càrrecs polítics a la Societat de Nacions i durant la Segona República Espanyola.
Era pare de l'escriptora Nieves de Madariaga i la historiadora Isabel de Madariaga, i besoncle de Luis Solana Madariaga i Javier Solana Madariaga.

## Estudis inicials
Va néixer el 23 de juliol de 1886 a la ciutat de La Corunya, com un dels onze fills del coronel José de Madariaga. Convençut aquest que una de les causes de la derrota d'Espanya a la Guerra Hispano-estatunidenca de 1898 fou el retard tecnològic, va enviar el seu fill, al complir catorze anys, a França, on va estudiar enginyeria, com formació per a l'ocupació tradicional de la seva família, la milícia.
Durant els onze anys següents va desenvolupar la seva formació al Collège Chaptal, l'École Polytechnique i l'École Nationale Supérieure des Mines, fins a aconseguir la seva graduació l'any 1911. Durant la seva estada a França va transitar des de la tècnica cap a l'humanisme, el que el duria posteriorment a ser l'espanyol més conegut i reconegut a l'Europa de mitjans de segle xx.
Després de graduar-se, en comptes de seguir la carrera militar, va aconseguir el càrrec d'enginyer a la Companyia dels Ferrocarrils del Nord. Establert a Madrid va travar relació amb els intel·lectuals del moviment posregeneracionista, en la seva majoria republicans, començant a escriure en la premsa madrilenya sobre temes literaris i polítics. Aviat va ser considerat part del grup d'intel·lectuals que posteriorment seria conegut com la generació del 14 de tendència noucentista. Encapçalat per José Ortega y Gasset, i amb Manuel Azaña, Fernando de los Ríos, Américo Castro i Luis Araquistáin, van formar la Lliga d'Educació Política, de la qual van sorgir el setmanari España i posteriorment el diari El Sol.

## Tasques a la Societat de Nacions
Durant la Primera Guerra Mundial, el Regne Unit, que havia donat suport financer a Espanya, es va dirigir a Luis Araquistáin a la recerca d'algú que escrivís des d'un punt de vista dels aliats específicament per al públic espanyol. Araquistáin va recomanar Madariaga, el qual va deixar la seva ocupació i es traslladà a Londres, on va començar a escriure per al departament d'informació del Ministeri d'Afers exteriors britànic. Els seus articles eren distribuïts a Espanya per l'Agència Anglo-Ibèrica.
En finalitzar la guerra, tornà a Espanya reprenent la seva professió d'enginyer de mines, que compaginà amb la traducció i redacció d'articles per al suplement literari del The Times i pel Manchester Guardian. El 1921 convençè a un oncle seu, diputat al Congrés, perquè el recomanés per a un lloc d'assessor temporal en la Conferència sobre Trànsit de la Societat de Nacions, que havia de reunir-se a la ciutat de Barcelona en la primavera d'aquell any. El secretari general i el president de la conferència van quedar tan impressionats que li van oferir un lloc en l'oficina de premsa de la Secretaria de la Societat de Nacions.
La seva brillantor i el seu coneixement d'idiomes el van dur, al desembre de 1922, a ser nomenat cap del Departament de Desarmament de la Societat de Nacions, càrrec que ocuparia fins al 1927. El 1928 es va convertir en professor d'espanyol a la Universitat d'Oxford, càrrec que va ocupar durant tres anys.

## Segona República Espanyola
L'any 1931 el govern provisional de la Segona República Espanyola el va designar, sense el seu consentiment, ambaixador d'Espanya als Estats Units i delegat permanent en la Societat de Nacions, un càrrec que va exercir durant cinc anys. Entre 1932 i 1934 va compaginar el seu càrrec en la Societat de Nacions amb el d'ambaixador a França.
En les eleccions del 28 de juny de 1931 fou escollit diputat, càrrec que abandonà el 1933. Posteriorment fou nomenat Ministre d'Instrucció Pública i Belles Arts i Ministre de Justícia, càrrecs que ocupà breument. Al juliol de 1936 es va exiliar al Regne Unit davant l'esclat de la Guerra Civil espanyola. Allí es va convertir en un opositor a la dictadura franquista, organitzant tota mena de campanyes en contra del dictador. L'any 1949 fou un dels cofundadors del Col·legi d'Europa, situat a la ciutat de Bruges (Bèlgica).
El 1962 va ser un dels principals organitzadors de la reunió de diferents sectors antifranquistes en el marc del congrés del Moviment Europeu celebrat a Múnic, reunió que el règim va denominar el "Contuberni de Múnic".

## Visió europeista
Va militar en favor d'una Europa unida i integrada, per la qual cosa l'any 1973 fou guardonat amb el Premi Internacional Carlemany, concedit per la ciutat d'Aquisgrà. Després de la mort de Francisco Franco l'any 1976 va retornar a Espanya, i va poder assumir formalment la seva butaca a la Reial Acadèmia Espanyola, de la qual havia estat membre electe l'any 1936, al realitzar finalment la lectura del seu discurs d'ingrés.
Morí el 14 de desembre de 1978 a la ciutat de Locarno, població situada al cantó suís de Ticino, on s'havia establert després de la seva tornada a Espanya.
La Fundació Europea Madariaga, creada l'any 1998 a iniciativa d'antics alumnes del Col·legi Europa, va prendre el seu nom en memòria seva, promovent la seva visió d'una Europa unida treballant en pro d'un món més pacífic.

## Espanyolisme
Entenent Europa com un conjunt d'estats nació, Madariaga es definia com a patriota més que com nacionalista espanyol, tot i que als seus treballs es percep un intens espanyolisme. A vegades el seu discurs pancastellà coincidí amb els postulats feixistes del primer terç del segle xx, com ara propugnant l'espanyolisme lingüístic al seu llibre "ESPAÑA. Ensayo de historia contemporánea", on menteix assenyalant que des del s. XVI el català és pràcticament una llengua morta, i fa irredemptisme peninsular.
...l'abandó del castellà pels pobles de la Península és potser el símptoma més greu de la vesania separatista que pateixen tots, començant per Portugal.

## Activitat literària
Pel que fa a la seva carrera com escriptor, va escriure llibres sobre El Quixot, Cristòfol Colom i la història de l'Amèrica Llatina. Va escriure indistintament en castellà, francès, alemany i anglès.

### Obres publicades
| Assaigs històrics - 1931: España. Ensayo de historia contemporanea - 1940: Vida del muy magnífico señor don Cristóbal Colón - 1941: Hernán Cortés - 1945: Cuadro histórico de las Indias - 1951: Carlos V - 1951: Bolívar - 1956: El auge del Imperio Español en América - 1956: El ocaso del Imperio Español en América - 1958: El ciclo hispánico - 1974: Españoles de mi tiempo - 1978: España. Ensayo de historia contemporánea (11a edició revisada per l'autor) Assaigs polítics - 1917: La guerra desde Londres - 1934: Discursos internacionales - 1935: Anarquía o jerarquía - 1954: ¡Ojo, vencedores! - 1959: General, márchese Vd Altres assaigs - 1920: Shelley y Calderón - 1922: Ensayos angloespañoles - 1923: Semblanzas literarias contemporáneas - 1926: Guía del lector del Quijote - 1929: Ingleses, franceses, españoles - 1949: El Hamlet de Shakespeare - 1951: Bosquejo de Europa - 1953: Presente y porvenir de Hispanoamérica - 1956: Retrato de un hombre de pie - 1960: De Galdós a Lorca - 1962: El Quijote de Cervantes - 1967: Memorias de un federalista - 1975: Dios y los españoles | Novel·les - 1925: La jirafa sagrada - 1926: El enemigo de Dios - 1942: El corazón de piedra verde - 1952: Ramo de errores - 1952: Los fantasmas - 1952: Los dioses sanguinarios - 1952: Fe sin blasfemia - 1954: La camarada Ana - 1956: Guerra en la sangre - 1958: Una gota de tiempo - 1961: El semental negro - 1963: Sanco Panco Poesia - 1922: Romances de ciego - 1927: La fuente serena - 1937: Elegía en la muerte de Unamuno - 1938: Elegía en la muerte de Federico García Lorca - 1942: Rosa de cieno y ceniza - 1955: Romances por Beatriz - 1959: La que huele a Tomillo - 1965: Poppy |